# Кука (фільм)
Кука — мелодрама, знята Ярославом Чеважевським в 2007 році. Це перший досвід режисера, відомого за зйомками декількох сотень рекламних роликів, у великому кінематографі.

## Сюжет фільму
Головна героїня фільму називається Лєна. Молода жінка із респектабельної московської сім'ї, вона потрапляє у смугу неприємностей. В один день руйнується все, у що вона вірила і чим жила.
Не знайшовши підтримки у батьків, Лєна вирішує поїхати з Москви, змінити обстановку і почати жити наново. І якраз до речі, з'ясовується, що в Санкт-Петербурзі пустує квартира, що дісталася у спадщину від бабусі.
У новому місті Лєна влаштовується за оголошенням на першу-ліпшу роботу — в районну соціальну службу.
Паралельно показується життя іншої головної героїні фільму, шестирічної Куки, доля якої трагічніша. Кука живе зовсім одна в сторожці на закинутому будмайданчику.
Одного разу Лєна помічає Куку на пошті і розуміє, що дівчинці потрібна допомога. Але Кука, яка боїться, що її віддадуть в дитячий будинок, втікає від дорослої жінки.
Лєна вмовляє колег допомогти знайти Куку. Після численних пригод це вдається.

## У ролях
- Настя Добриніна — Кука
- Діна Корзун — Лєна
- Ірина Купченко — Мама Лєни
- Юрій Бєляєв — Тато Лєни
- Дмитро Дюжев — Рома
- Олександр Половцев — Микола Олексійович
- Юрій Колокольников — Жека
- Павло Дерев'янко — Серьога
- Марина Голуб — Клава
- Ігор Савочкін — Толік

## Цікаві факти
- Над музичним оформленням картини працювало відразу декілька відомих музикантів, серед яких Максим Фадєєв, Анастасія Максимова, Сергій Баневич, Олег Войленко, Юрій Ігнатов, Сергій Парамонов. На одній з вечірок «Кінотавра» співак, музикант і сопродюсер «Куки» Андрій Ковальов виконав саундтрек «Ангел» з кінофільму. Настя Добриніна танцювала навколо в костюмі маленької феї[2].

З інтерв'ю А. Ковальова газеті «Вечірня Москва»:

«Я відразу закохався в цей фільм. Таких історій нам сьогодні дуже не вистачає. Адже вони роблять людину добріше і світліше. А що стосується Насті… Мені вже здається, що вона моя донька. Я просто не міг не допомогти творцям цього фільму».

- На момент зйомок Настя Добриніна не вміла читати і всі репліки завчовувала зі слів матері[2].
- У фінальних титрах вказано: Жека — Павло Дерев'янко, Серьога — Юрій Колокольніков, хоча насправді навпаки (Серьога — Павло Дерев'янко, а Жека — Юрій Колокольніков).
- У фільмі знімались мати виконавиці головної ролі, Насті Добриніної. Актриса Алевтина Добриніна зіграла касирку.
- В багатьох інтернет-джерелах написано, що роль батька Лєни виконав Олександр Пороховщиков, але насправді у фільмі зіграв Юрій Бєляєв.
- Очікується вихід фільму «Кука-2» за участю французьких акторів — Жерара Депардьє і Катрін Деньов [недоступне посилання з листопадаа 2019].

## Учасники проекту про фільм
З інтерв'ю Я. Чеважевського журналу «ACTION»:

«Мелодрама — дуже непростий жанр. Мало кому вдається намацати ту незрячу нитку, яка по-справжньому чіпатиме душу глядача. І справа не тільки в сюжеті. Сюжети найкращих мелодрам, які я бачив, дуже прості. Важлива форма, — рахує він. — Я вирішив попробувати себе в мелодрамі тому, що я, як сучасний глядач, відчуваючи брак щирих почуттів у кінематографі. Мені здається, що в кіно не можна тільки вбивати і ганятись. Потрібно ще і співпереживати…»